# Matiguás
Matiguás of Matiguas is een gemeente in het Nicaraguaanse departement Matagalpa. De gemeente telde 51.500 inwoners in 2015, waarvan ongeveer twintig procent in urbaan gebied (área de residencia urbano) woont.

## Geografie
De hoofdplaats ligt op 249 kilometer ten noordoosten van de landelijke hoofdstad Managua. De gemeente Matiguás omvat 1.532 km² en met 51.500 inwoners in 2015 heeft het een bevolkingsdichtheid van 34 inwoners per vierkante kilometer.

### Bestuurlijke indeling
De plaats Matiguás is opgedeeld in 9 buurten en de gemeente is verder opgedeeld in de volgende 26 delen:
| - Apantillo del Zabalar - Bijagual - Bilwas - Cebadilla - Cerro Colorado - El Anzuelo - El Cacao - El Congo - El Corozo - El Zabalete - Lagarto Colorado - Las Limas - Las Minitas | - Likia - Manceras - Muy Muy Viejo - Paiwitas - Pancasán - Patastules - Quilile - Quirragua - Saiz - Salto de la Olla - San Jose de las Mulas - Sontolar - Tierra Blanca |

### Aangrenzende gemeenten
| Aangrenzende gemeenten | Aangrenzende gemeenten | Aangrenzende gemeenten      | Aangrenzende gemeenten | Aangrenzende gemeenten |
| ---------------------- | ---------------------- | --------------------------- | ---------------------- | ---------------------- |
|                        |                        | Tuma-La Dalia Rancho Grande |                        |                        |
|                        |                        |                             |                        |                        |
| San Ramón Muy Muy      | Río Blanco Paiwas      |                             |                        |                        |
|                        |                        |                             |                        |                        |
|                        |                        | Boaco (B) Camoapa (B)       |                        |                        |

### Klimaat
Matiguás heeft een tropisch klimaat.

## Economie
De voornaamste economische activiteiten in Matiguás zijn de landbouw, de veeteelt en de handel.